# Lakepa
Lakepa est un village de Niue. Selon le dernier recensement (2006), il a une population de 72 habitants.